# Obiectivul de Dezvoltare Durabilă 2
Obiectivul de dezvoltare durabilă 2 (ODD 2 sau Obiectivul Global 2) - „Zero foamete” urmărește să pună capăt foametei la nivel global . Este unul dintre cele 17 Obiective de Dezvoltare Durabilă adoptate de Națiunile Unite în 2015. Formularea oficială este: „Eliminarea foametei, asigurarea securității alimentare, îmbunătățirea nutriției și promovarea agriculturii durabile". ODD 2 evidențiază „legăturile complexe dintre securitatea alimentară, nutriție, dezvoltarea rurală și agricultura durabilă”. Potrivit Națiunilor Unite, există aproximativ 690 de milioane de oameni care suferă de foame, ceea ce reprezintă puțin mai puțin de 10% din populația lumii. Una din nouă persoane se culcă flămândă în fiecare noapte, inclusiv 20 de milioane de oameni expuși în prezent riscului de foamete în Sudanul de Sud, Somalia, Yemen și Nigeria.
ODD 2 are 8 ținte și 14 indicatori pentru a măsura progresul. Cele cinci ținte de rezultat sunt: eliminarea foametei și îmbunătățirea accesului la alimente; eradicarea tuturor formelor de malnutriție; productivitatea agricolă; sisteme de producție alimentară durabile și practici agricole reziliente; diversitatea genetică a semințelor, a plantelor cultivate și a animalelor de fermă și domesticite; investiții, cercetare și tehnologie. Cele trei ținte legate de mijloacele de implementare includ: abordarea restricțiilor comerciale și a distorsiunilor de pe piețele agricole mondiale, piețele de mărfuri alimentare și derivatele acestora.
Malnutriția este în creștere din 2015, după ce a înregistrat o scădere timp de câteva decenii. Aceasta rezultă în principal din diferitele probleme din sistemele alimentare care includ: șocurile climatice, criza produsă de lăcuste din 2019-2020 și pandemia COVID-19. Aceste amenințări reduc indirect puterea de cumpărare și capacitatea de a produce și distribui alimente, care afectează cele mai vulnerabile populații și, în plus, le limitează accesul la alimente.
În prezent, omenirea nu este pe cale să atingă obiectivul „Zero foamete”  până în 2030. „Semnele foametei în creștere și ale insecurității alimentare sunt un avertisment că sunt multe de făcut pentru a ne asigura că țările „nu lasă pe nimeni în urmă” pe drumul către o lume cu zero foamete". Este puțin probabil să se pună capăt malnutriției în Africa până în 2030.
Datele din 2019 au arătat că „la nivel global, 1 din 9 persoane este subnutrită, iar dintre acestea marea majoritate trăiesc în țările în curs de dezvoltare. Subnutriția cauzează debilitate sau debilitate severă pentru 52 de milioane de copii din întreaga lume”.

## Context

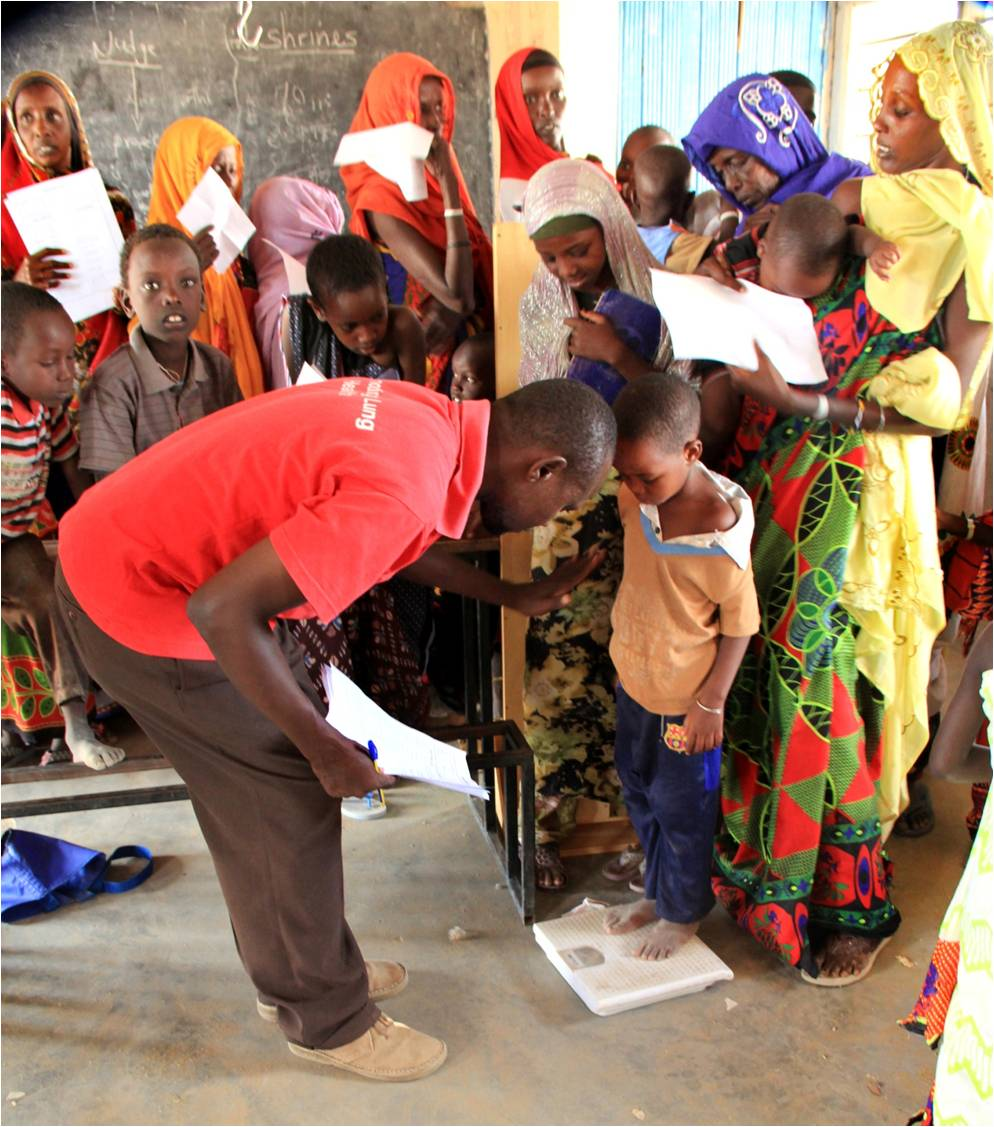
Un asistent medical din Kenya cântărește un băiat kenyan pentru a stabili dacă este subnutrit

În septembrie 2015, Adunarea Generală a adoptat Agenda 2030 pentru dezvoltare durabilă care includea 17 obiective de dezvoltare durabilă (ODD). Bazându-se pe principiul „a nu lăsa pe nimeni în urmă”, noua Agendă subliniază o abordare holistică a realizării unei dezvoltări durabile pentru toți. În septembrie 2019, șefii de stat și de guvern s-au reunit în timpul Summitului ODD pentru a-și reînnoi angajamentul de implementare a Agendei 2030 pentru dezvoltare durabilă. În timpul acestui eveniment, ei au recunoscut că s-au făcut unele progrese, dar că, în general, „lumea nu este pe cale să atingă obiectivele de dezvoltare durabilă”. Acesta este momentul în care a fost lansat „deceniul de acțiune” și „implementarea dezvoltării durabile”, cerându-se părților interesate să accelereze procesul și eforturile de implementare.
ODD 2 urmărește să pună capăt tuturor formelor de malnutriție și foamete până în 2030 și să se asigure că toată lumea are suficientă hrană pe tot parcursul anului, în special copiii. Malnutriția cronică, care afectează aproximativ 155 de milioane de copii din întreaga lume, împiedică, de asemenea, dezvoltarea intelectuală și fizică a copiilor și îi expune unor riscuri suplimentare de deces, boală și lipsă de succes la vârstă adultă:44. Oamenii flămânzi sunt mai puțin productivi și sunt ușor predispuși la boli. Ca atare, ei nu vor putea să-și îmbunătățească nivelul de trai.
Inovațiile în agricultură sunt menite să asigure creșterea producției de alimente și scăderea ulterioară a pierderilor de alimente și a risipei alimentare.

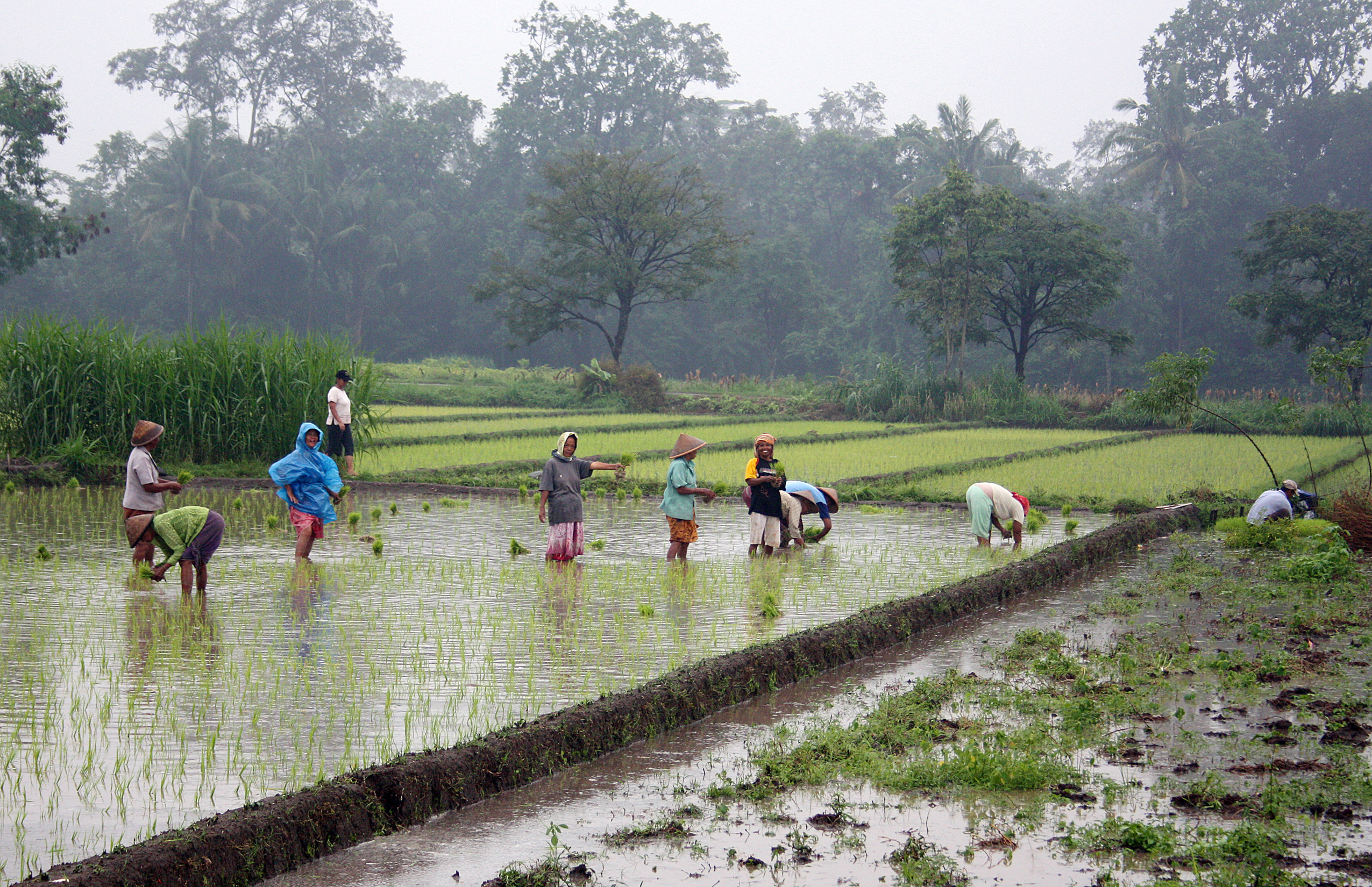
Femei javaneze care efectuează muncă manuală în timpul plantării orezului în Indonezia

Un raport al Institutului Internațional de Cercetare a Politicii Alimentare (IFPRI) din 2013 a afirmat că Obiectivele de Dezvoltare Durabilă nu ar trebui să pună accentul pe eliminarea sărăciei până în 2030, ci pe eliminarea foametei și a subnutriției până în 2025. Solicitarea se bazează pe o analiză a experiențelor din China, Vietnam, Brazilia și Thailanda. Au fost identificate trei căi pentru a realiza acest lucru: 1) prin agricultură; 2) prin intervenții de protecție socială și nutriție; sau 3) o combinație a ambelor abordări.
În 2017, 821 milioane de oameni erau subnutriți, în creștere față de 784 milioane în 2015. Două treimi dintre aceștia locuiesc în Africa Subsahariană (237 milioane) și Asia de sud (277 milioane).
La nivel global, în 2019, 149 de milioane dintre copii (22%) înregistrau deficit de creștere în înălțime, 49 de milioane (7,3%) înregistrau deficit de creștere în greutate, iar 40 de milioane (7,3%) erau supraponderali. De asemenea, în 2022, se estimează că 45 de milioane de copii sub vârsta de 5 ani sufereau de deficit de creștere în greutate, 148 de milioane înregistrau deficit de creștere în înălțime și 37 de milioane erau supraponderali. Prin urmare, este necesară o schimbare fundamentală a traiectoriei pentru a atinge obiectivele de nutriție pentru 2030.
În 2022, aproximativ 735 de milioane de oameni (9,2% din populația lumii) sufereau de foamete cronică, o creștere uluitoare față de 2019. Datele subliniază gravitatea situației, dezvăluind o criză în creștere. În plus, se estimează că 2,4 miliarde de oameni s-au confruntat cu o insecuritate alimentară moderată până la severă în 2022, ceea ce semnifică lipsa accesului la hrană suficientă. Acesată valoare reprezintă o creștere alarmantă de 391 de milioane de oameni comparativ cu 2019.

## Ținte, indicatori și progres
ONU a definit 8 ținte și 13 indicatori pentru ODD 2. Patru dintre acestea au ca termen anul 2030, una anul 2020 și trei nu prevăd termene limită. Fiecare dintre ținte are, de asemenea, unul sau mai mulți indicatori pentru a măsura progresul. În total, există paisprezece indicatori pentru ODD 2. Țintele includ eliminarea foametei și creșterea accesului la alimente (2.1), eliminarea tuturor formelor de malnutriție (2.2), productivitatea agricolă (2.3), sisteme durabile de producție alimentară și practici agricole reziliente (2.4), diversitatea genetică a semințelor, plantelor cultivate și animalelor de fermă și domesticite (2.5), investiții, cercetare și tehnologie (2.a), restricții comerciale și distorsiuni de pe piețele agricole mondiale (2.b) și piețele de mărfuri alimentare și derivatele acestora (2.c).

### Ținta 2.1: Acces universal la alimente sigure și hrănitoare

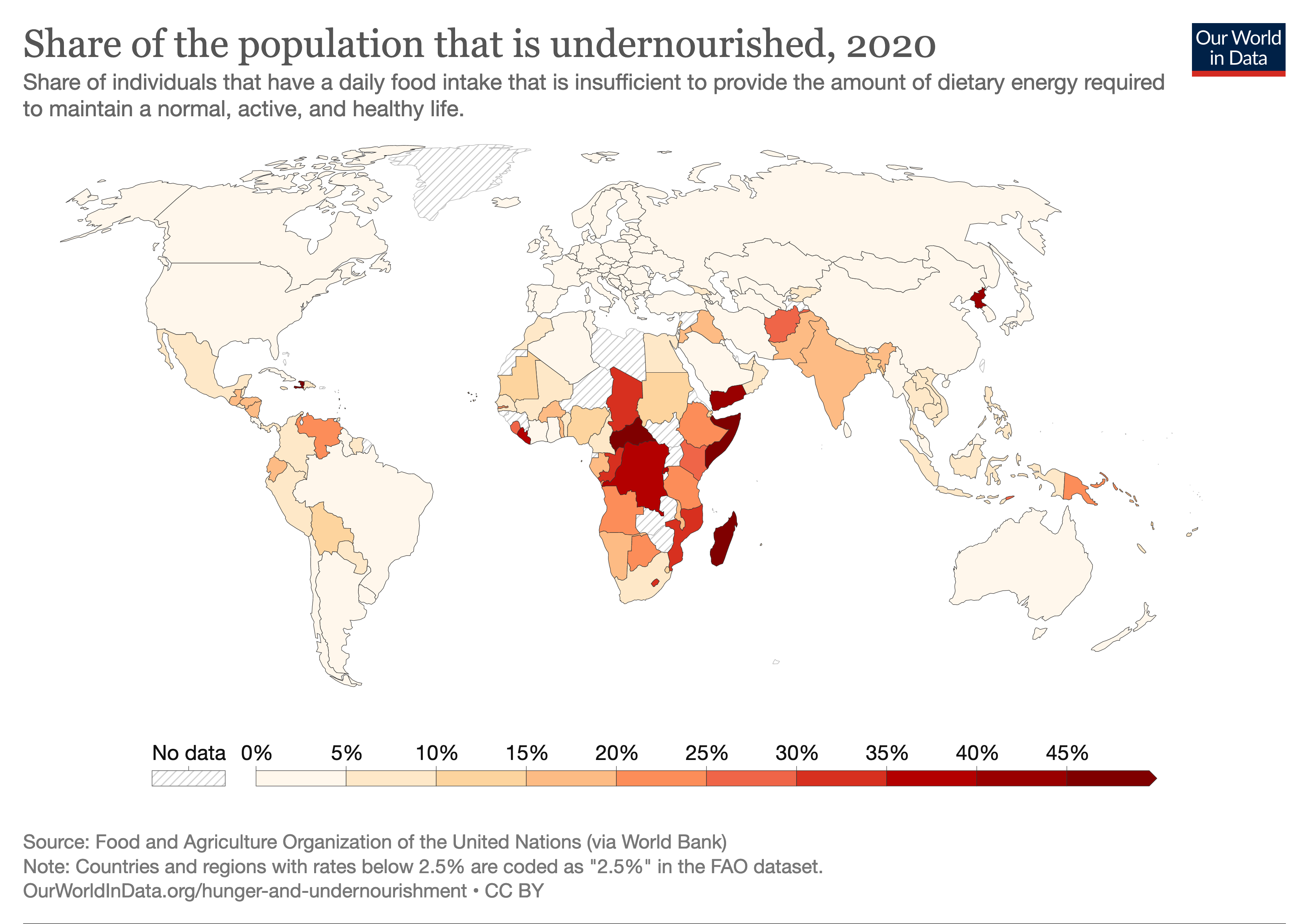
Harta lumii pentru indicatorul 2.1.1: Ponderea populației subnutrite

Prima țintă a ODD 2 este Ținta 2.1: „Până în 2030, eradicarea foametei și asigurarea accesului tuturor oamenilor, în special al celor săraci și al persoanelor aflate în situații vulnerabile, inclusiv sugari, la alimente sigure, hrănitoare și suficiente pe tot parcursul anului”.
Ținta 2.1 include doi indicatori:
- indicatorul 2.1.1: „Prevalența subnutriției”,
- indicatorul 2.1.2: „Prevalența insecurității alimentare moderate sau severe în rândul populației, pe baza Scalei insecurității alimentare (FIES)[n 1][22]”.

Insecuritatea alimentară este definită de Organizația pentru Alimentație și Agricultură (FAO) ca „situația în care oamenii nu au acces cert la cantități suficiente de alimente sigure și nutritive pentru creștere și dezvoltare normale și pentru o viață activă și sănătoasă". FAO folosește prevalența subnutriției ca principal indicator al foametei.

### Ținta 2.2: Eradicarea tuturor formelor de malnutriție

Harta lumii pentru indicatorul 2.2.1: Ponderea copiilor care suferă de deficit de creștere în înălțime

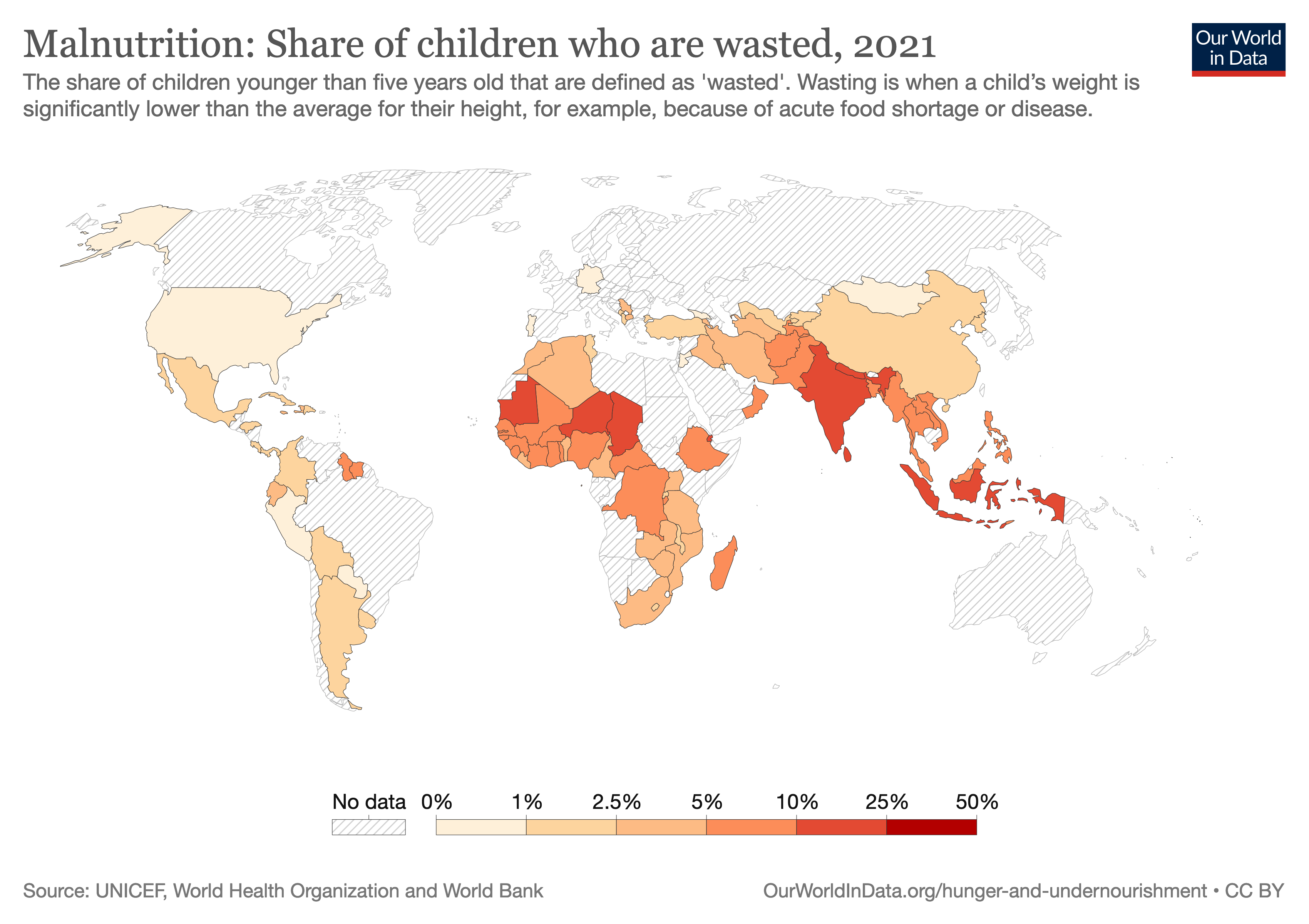
Harta lumii pentru indicatorul 2.2.2: Ponderea copiilor cu o greutate prea mică pentru înălțimea lor (deficit de creștere în greutate)

Textul integral al Țintei 2.2 este: „Până în 2030, eradicarea tuturor formelor de malnutriție, inclusiv atingerea până în 2025 a țintelor convenite internațional privind deficitul de creștere în înălțime și deficitul de creștere în greutate la copiii sub cinci ani și abordarea nevoilor nutriționale ale adolescentelor, femeilor însărcinate, ale celor care alăptează și persoanelor în vârstă".
Ținta 2.2 include trei indicatori:
- indicatorul 2.2.1: „Prevalența deficitului de creștere în înălțime (înălțime în funcție de vârstă - abatere <-2 de la mediana pentru standardele OMS de creștere a copiilor pentru copiii sub 5 ani)",
- indicatorul 2.2.2: „Prevalența malnutriției (greutate în funcție de înălțime - abatere >+2 sau <-2 față de mediana standardelor OMS de creștere a copiilor (Child Growth Standards)), după tip (deficit sau exces de creștere în greutate)”,
- indicatorul 2.2.3: „Prevalența anemiei la femeile cu vârsta cuprinsă între 15 și 49 de ani, în funcție de starea de sarcină (în procente)”.

Copiii cu deficit de creștere în înălțime sunt cei care au o înălțime sub înălțimea medie pentru vârsta lor din Standardele de creștere a copiilor ale Organizației Mondiale a Sănătății. Un copil este definit ca fiind „subnutrit” dacă greutatea corespunzătoare înălțimii sale este cu mai mult de două abateri standard sub mediana standardelor OMS de creștere a copiilor. Un copil este definit ca „supraponderal” dacă greutatea corespunzătoare înălțimii sale este cu mai mult de două abateri standard peste mediana standardelor OMS de creștere a copiilor.
Deficitul de creștere în greutate este un indicator al malnutriției severe. Efectele deficitului de creștere în greutate asupra dezvoltării copilului sunt considerate a fi ireversibile după primele 1.000 de zile de viață ale unui copil. Deficitul de creștere în greutate poate avea un impact grav asupra dezvoltării cognitive și fizice de-a lungul vieții unei persoane.
Examinarea tematică a ODD 2 din 2017 „Forumul politic la nivel înalt pentru dezvoltare durabilă” (High-level Political Forum on Sustainable Development - HLPF) a analizat progresele înregistrate și a prezis că vor exista 130 de milioane de copii cu deficit de creștere în înălțime până în 2025. În prezent, există „59 de milioane de copii cu deficit de creștere în înălțime în Africa, 87 de milioane în Asia, 6 milioane în America Latină și restul de 3 milioane în Oceania și țările dezvoltate".
Mai multe persoane se confruntă cu probleme de exces de greutate și obezitate, în țările cu venituri mici și medii.

### Ținta 2.3: Dublarea productivității și a veniturilor micilor producători de alimente

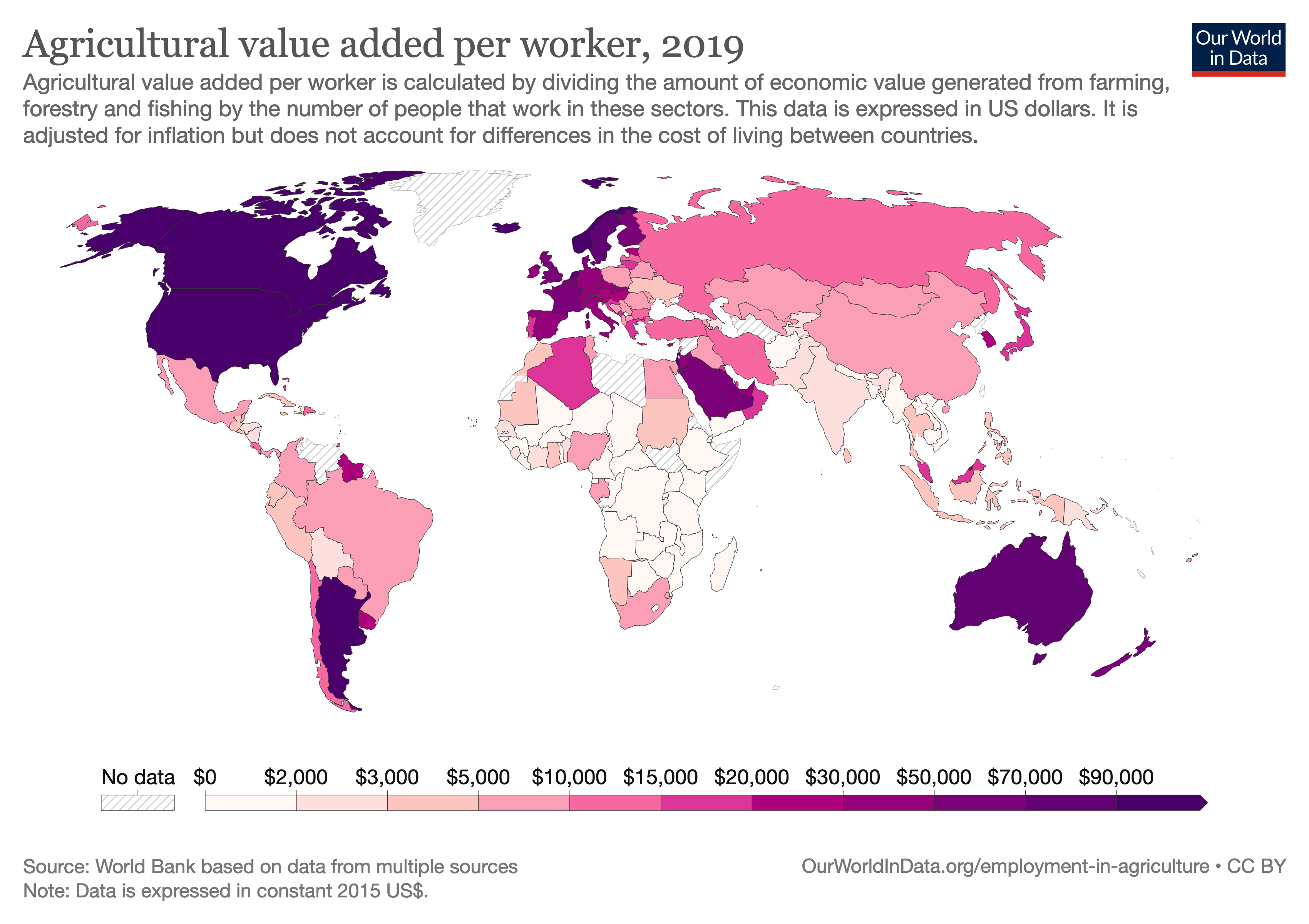
Harta lumii pentru indicatorul 2.3.1: Valoarea adăugată în agricultură per lucrător

Textul integral al Țintei 2.3 este: „Până în 2030, dublarea productivității agricole și a veniturilor producătorilor de alimente la scară mică, în special femei, populație indigenă, mici fermieri (de familie), păstori și pescari, inclusiv prin acces sigur și egal la teren agricol, alte resurse productive și inputuri, cunoștințe, servicii financiare, piețe și oportunități de adăugare de valoare și de angajare în domenii non-agricole".
Ținta 2.3 include doi indicatori:
- indicatorul 2.3.1: „Volumul producției pe unitatea de muncă, pe clase de mărime a întreprinderii agricole/pastorale/silvicole”,
- indicatorul 2.3.2: „Venitul mediu al micilor producători de alimente, după sex și statutul indigen[22]”.

Micii producători au o producție sistematic mai mică decât producătorii mari de alimente. În majoritatea țărilor, producătorii de alimente la scară mică câștigă mai puțin de jumătate față de producătorii mai mari de alimente. Este prea devreme pentru a determina progresele realizate cu privire la aceste obiective de dezvoltare durabilă Potrivit Diviziei de statistică a Departamentului de Afaceri Economice și Sociale a ONU, ponderea producătorilor la scară mică dintre toți producătorii de alimente din Africa, Asia și America Latină variază de la 40% la 85%.
Acest obiectiv se conectează cu ODD 5 - Egalitatea de gen. Potrivit National Geographic, diferența de salariu între bărbați și femei în domeniul agriculturii este în medie de 20-30%. Atunci când veniturile micilor producători de alimente nu vor fi afectate de faptul că fermierul este femeie sau de unde provine, fermierii își vor putea crește stabilitatea financiară. A fi mai stabil din punct de vedere financiar ar însemna dublarea productivității alimentelor. Reducerea decalajului de gen ar putea hrăni 130 de milioane de oameni din cei 870 de milioane de persoane subnutrite din lume. Egalitatea de gen în agricultură este esențială pentru realizarea obiectivului „Zero foamete”.

### Ținta 2.4: Producție alimentară durabilă și practici agricole rezistente

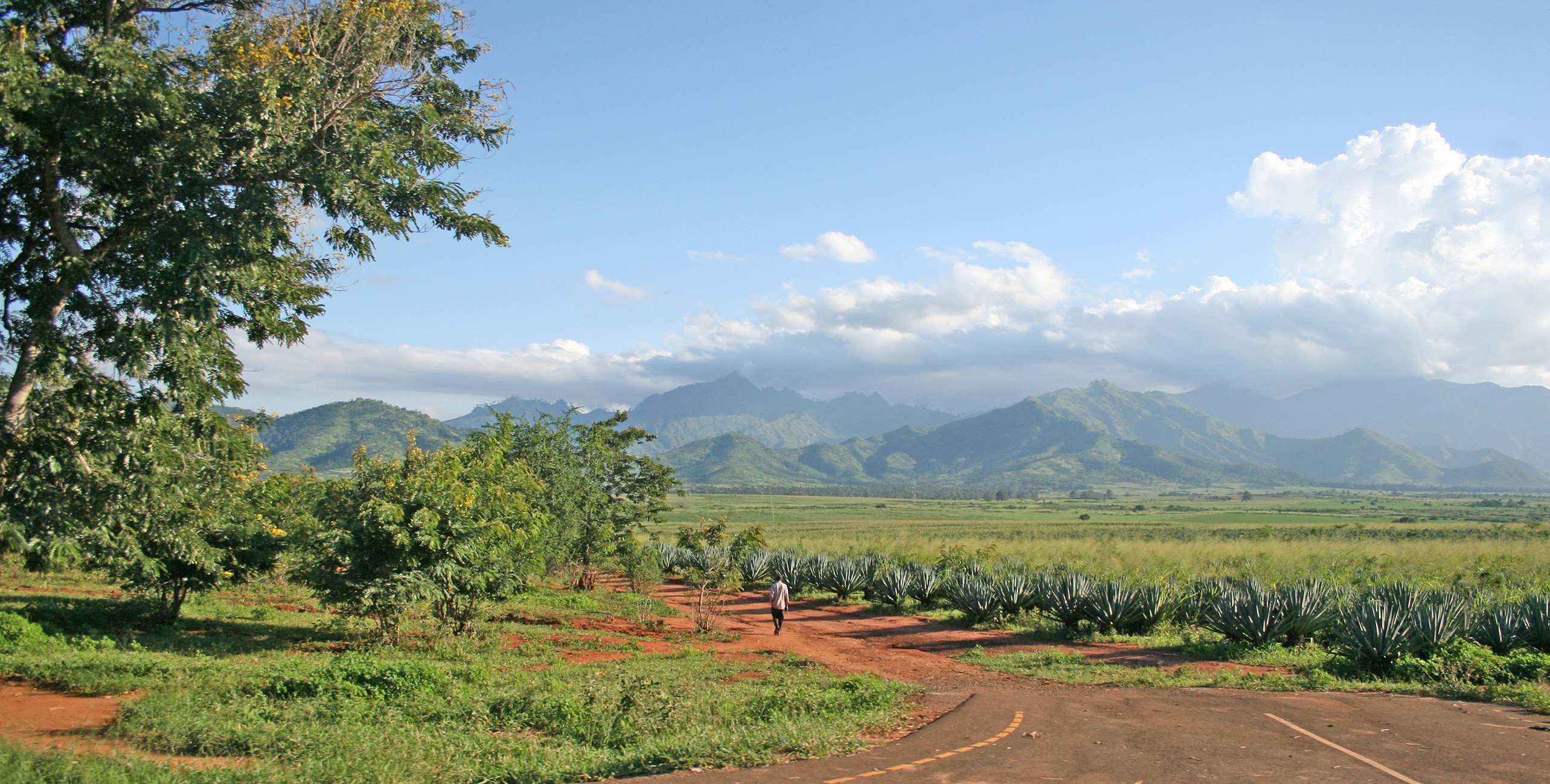
Plantații de sisal la periferia orașului Morogoro, Tanzania

Textul integral al Țintei 2.4 este: „Până în 2030, asigurarea sistemelor de producție alimentară durabile și implementarea practicilor agricole rezistente care cresc productivitatea și producția, care ajută la menținerea ecosistemelor, care consolidează capacitatea de adaptare la schimbările climatice, extreme climatice, secetă, inundații și alte dezastre naturale și care îmbunătățesc progresiv terenurile și calitatea solului”.
Ținta 2.4 include un singur indicator: indicatorul 2.4.1 reprezintă „Ponderea suprafațelor agricole cultivate productiv și durabil".

### Ținta 2.5: Menținerea diversității genetice în producția de alimente

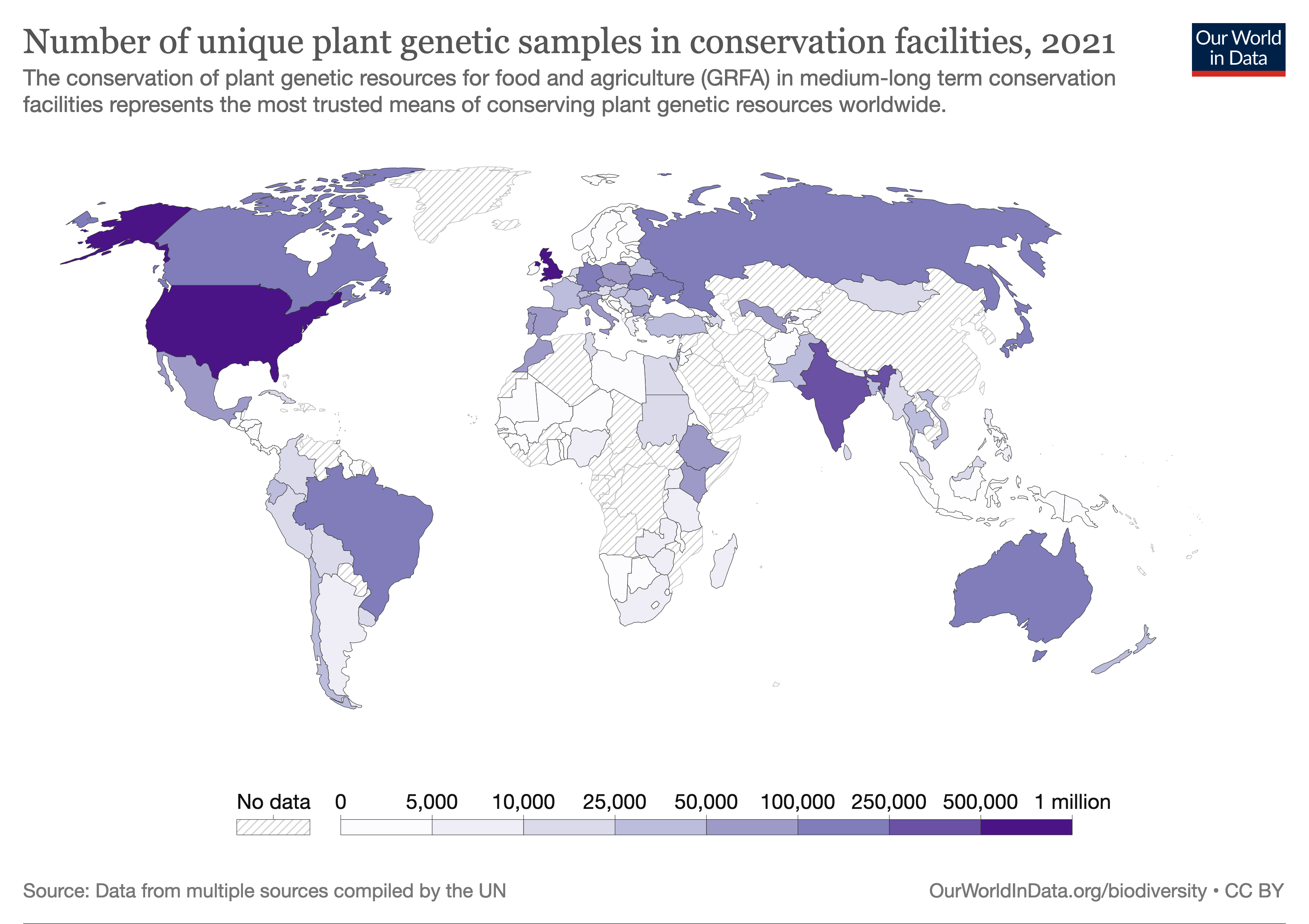
Harta lumii pentru indicatorul 2.5.1: Numărul de resurse genetice vegetale securizate în unități de conservare

Textul integral al Țintei 2.5 este: „Până în 2020, menținerea diversității genetice a semințelor, a plantelor cultivate, a animalelor de crescătorie și domesticite și a speciilor sălbatice aferente acestora, inclusiv prin intermediul unor bănci de semințe și plante bine gestionate și diversificate la nivel național, regional și internațional, asigurarea accesului și împărțirea echitabilă a beneficiilor care decurg din utilizarea resurselor genetice și a cunoștințelor tradiționale asociate, așa cum s-a convenit la nivel internațional".
Ținta 2.5 include doi indicatori:
- indicatorul 2.5.1: „Numărul de resurse genetice (a) vegetale și (b) animale pentru alimentație și agricultură asigurate în unități de conservare pe termen mediu sau lung”,
- indicatorul 2.5.2: „Ponderea raselor locale clasificate ca fiind expuse riscului de extincție”.

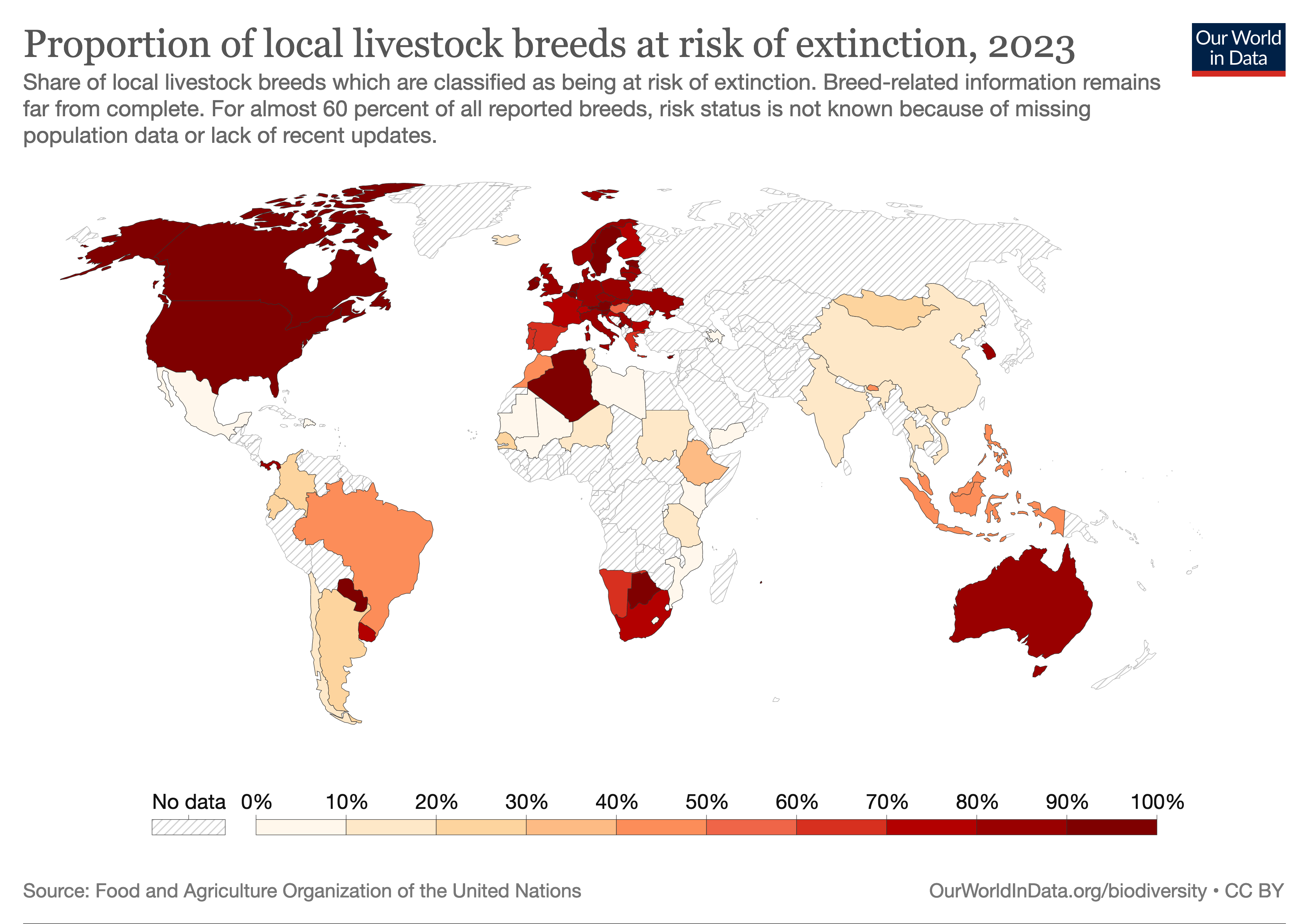
Harta lumii pentru indicatorul 2.5.2: Ponderea raselor locale clasificate ca fiind expuse riscului de extincție

Standardele „Gene Bank” ale FAO pentru resursele genetice vegetale (Gene Bank Standards for Plant Genetic Resources) stabilesc reperul pentru cele mai bune practici științifice și tehnice.
Această țintă are ca termen anul 2020, spre deosebire de majoritatea obiectivelor de dezvoltare durabilă care au ca dată țintă anul 2030

### Ținta 2.a: Investiții în infrastructura rurală, cercetare agricolă, tehnologie și bănci de gene

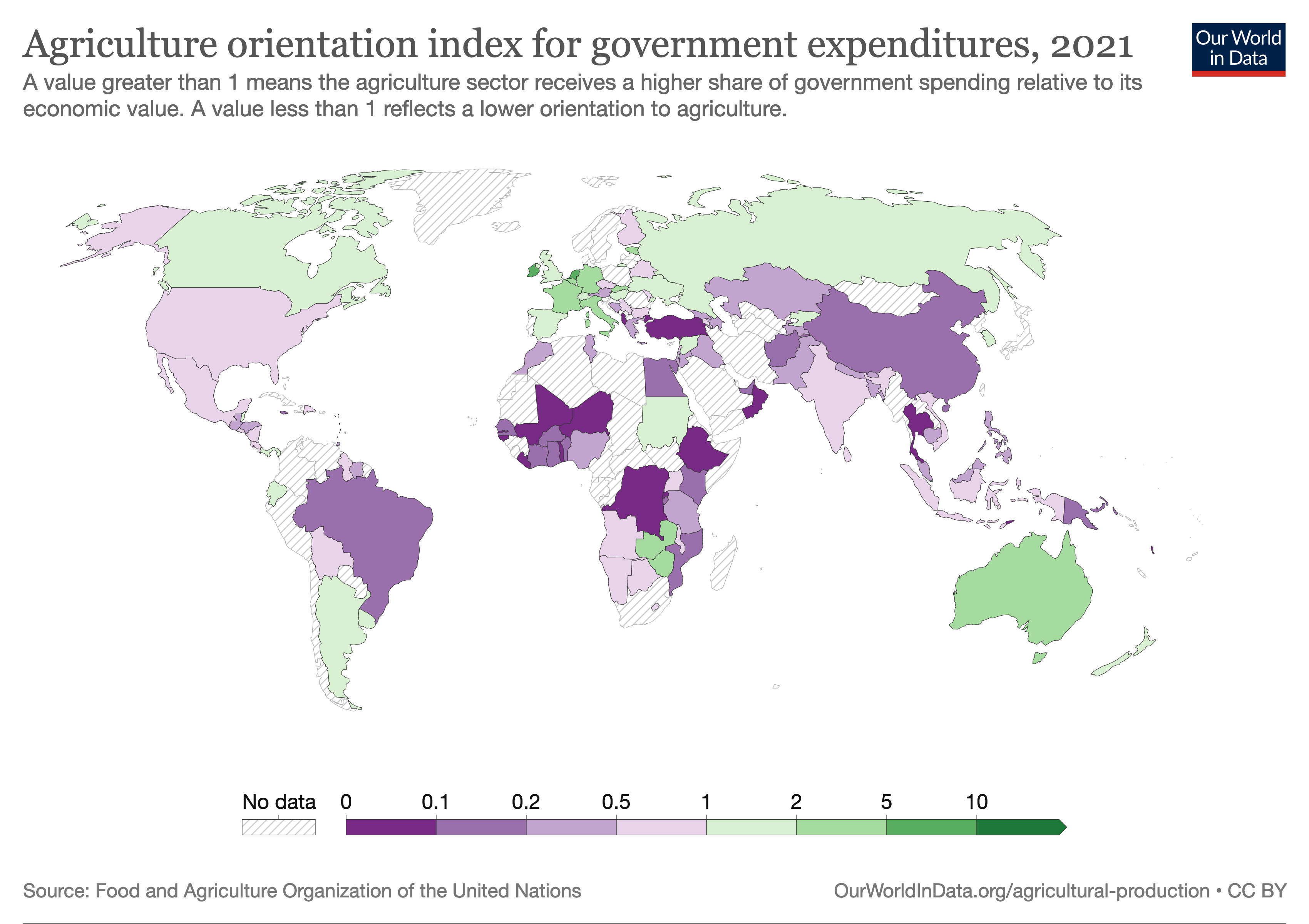
Harta lumii pentru indicatorul 2.a.1: Indicele cheltuielilor guvernamentale pentru agricultură

Textul integral al Țintei 2.a este: „Creșterea investițiilor, inclusiv prin consolidarea cooperării internaționale în infrastructura rurală, servicii de cercetare și extensie agricolă, dezvoltare tehnologică și bănci de gene pentru plante și animale pentru a spori capacitatea productivă agricolă în țările în curs de dezvoltare, în special în țările cel mai puțin dezvoltate”.
Ținta 2.a include doi indicatori:
- indicatorul 2.a.1: „Indicele cheltuielilor guvernamentale pentru agricultură[n 2]”,
- indicatorul 2.a.2: „Totalul fluxurilor financiare oficiale (Asistență Oficială pentru Dezvoltare[n 3] plus Alte Fluxuri Oficiale[n 4]) către sectorul agricol”.

„Indicele cheltuielilor guvernamentale pentru agricultură” (Agriculture Orientation Index - AOI) exprimă contribuția guvernului central în agricultură raportat la contribuția sectorului în PIB. O valoare mai mare de 1 înseamnă că sectorul agricol beneficiază de o pondere mai mare a cheltuielilor guvernamentale relativ la valoarea sa economică. O valoare mai mică de 1 reflectă o orientare mai scăzută către agricultură.

### Ținta 2.b.: Prevenirea restricțiilor comerciale pentru produsele agricole, a denaturării pieței și eliminarea subvențiilor la export

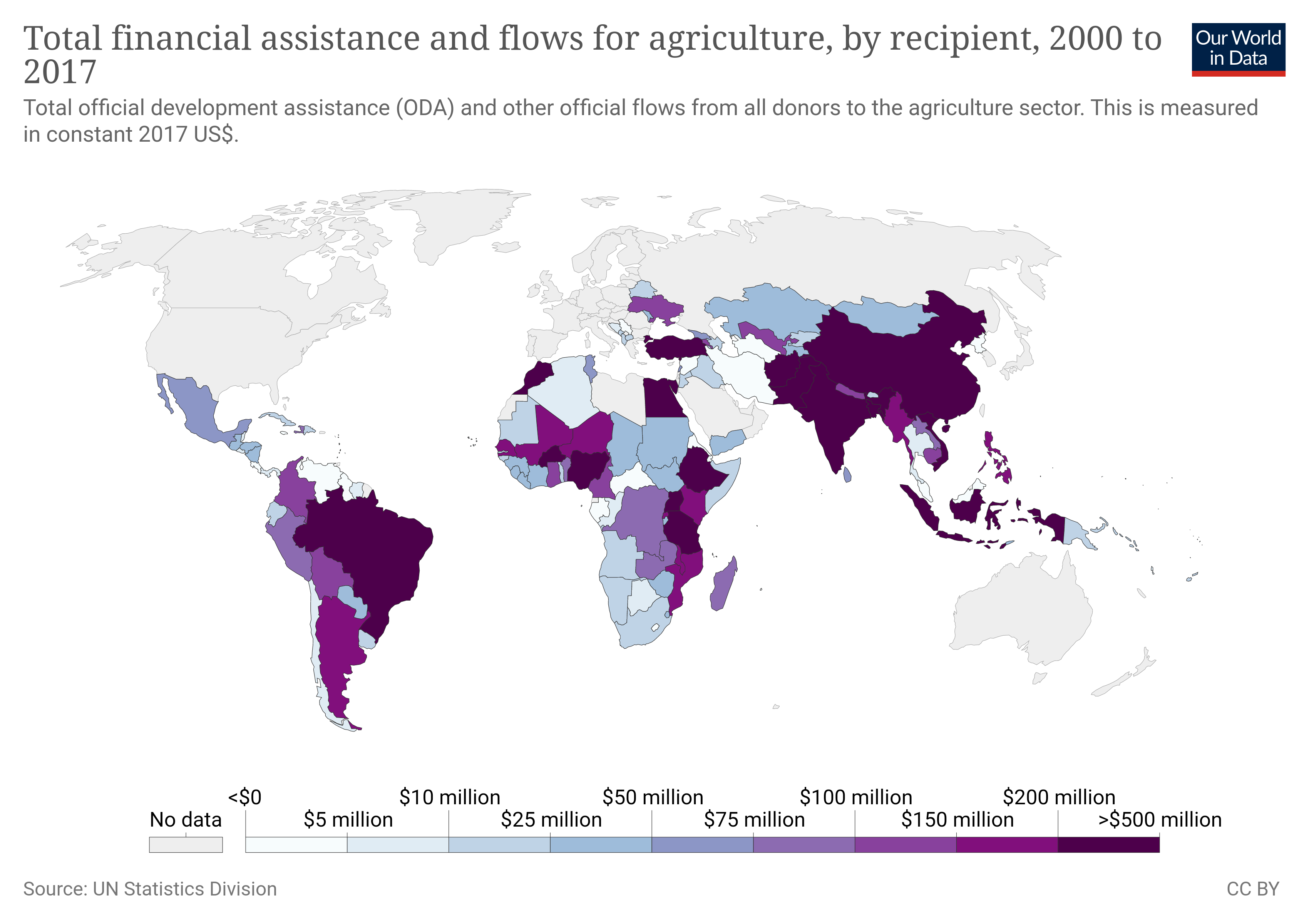
Harta lumii pentru indicatorul 2.a.2: Asistență financiară totală și fluxuri pentru agricultură, după beneficiar

Textul integral al Țintei 2.b este: „Corectarea și prevenirea restricțiilor comerciale și a denaturărilor de pe piețele agricole mondiale, inclusiv eliminarea paralelă a tuturor formelor de subvenții pentru exporturile agricole și a tuturor măsurilor de export cu efect echivalent, în conformitate cu mandatul Rundei de Dezvoltare de la Doha (Doha Development Round [en])”.
Ținta 2.b. include un singur indicator: indicatorul 2.b.1 este „Subvenții pentru exporturile agricole". Subvențiile la export „măresc ponderea exportatorului pe piața mondială în detrimentul altora, tind să scadă prețurile pieței mondiale și le pot face mai instabile, deoarece deciziile privind nivelurile subvențiilor la export pot fi schimbate în mod imprevizibil".
În 2015, Organizația Mondială a Comerțului (OMC) a decis încetarea subvențiilor la export pentru mărfurile agricole. Acestea includ „creditul la export, garanțiile creditului la export sau programele de asigurare pentru produsele agricole”:8. Runda Doha este cea mai recentă rundă de negocieri comerciale între membrii OMC. Acesta își propune să realizeze reforme majore ale sistemului comercial internațional și să introducă bariere comerciale mai reduse și reguli comerciale revizuite.

### Ținta 2.c. Asigurarea unor piețe stabile de mărfuri alimentare și acces în timp util la informații
Titlul integral pentru Ținta 2.c este: „Adoptarea de măsuri pentru asigurarea bunei funcționări a piețelor de mărfuri alimentare și a derivatelor acestora și pentru facilitarea accesului în timp util la informațiile de piață, inclusiv cu privire la rezervele alimentare, pentru a contribui la limitarea volatilității extreme a prețurilor alimentelor”.
Ținta 2.c include un singur indicator: indicatorul 2.c.1 este „Indicatorul anomaliilor de preț al alimentelor”.
Anomaliile prețurilor alimentelor sunt măsurate utilizând „indicele de volatilitate a prețului alimentelor interne”. Indicele de volatilitate a prețurilor alimentelor interne măsoară variația prețurilor interne la alimente în timp, acesta fiind măsurat ca media ponderată a unui coș de mărfuri pe baza prețurilor de consum sau de piață. Valorile ridicate indică o volatilitate mai mare a prețurilor la alimente. Modificările extreme ale prețurilor alimentelor reprezintă o amenințare pentru piețele agricole și pentru securitatea alimentară și mijloacele de trai, în special pentru persoanele cele mai vulnerabile.
Sistemul de informații a pieței agricole (Agricultural Market Information System - AMIS) al G20 oferă actualizări regulate cu privire la prețurile pieței:8.

### Agenții custode
Agențiile custode au sarcina de a măsura progresul indicatorilor.
- pentru  toți indicatorii din Țintele 2.1, 2.3 și 2.5 și pentru indicatorii 2.a.1 și 2.c.1: Organizația Națiunilor Unite pentru Alimentație și Agricultură (FAO)
- pentru indicatorii 2.2.1 și 2.2.2 : Fondul Națiunilor Unite pentru Copii (UNICEF), Organizația Mondială a Sănătății (OMS)
- pentru indicatorul 2.2.3: Organizația Mondială a Sănătății (OMS)
- pentru toți indicatorii din Țintele 2.3 și 2.5 și pentru indicatorii 2.a.1 și 2.c.1: Organizația pentru Alimentație și Agricultură (FAO)
- pentru indicatorul 2.4.1: Programul Națiunilor Unite pentru Mediu (UNEP) și Organizația pentru Alimentație și Agricultură (FAO)
- pentru indicatorul 2.a.2: Organizația pentru Cooperare și Dezvoltare Economică (OCDE)
- pentru indicatorul 2.b.1: Organizația Mondială a Turismului a Națiunilor Unite (UNWTO)

## Instrumente

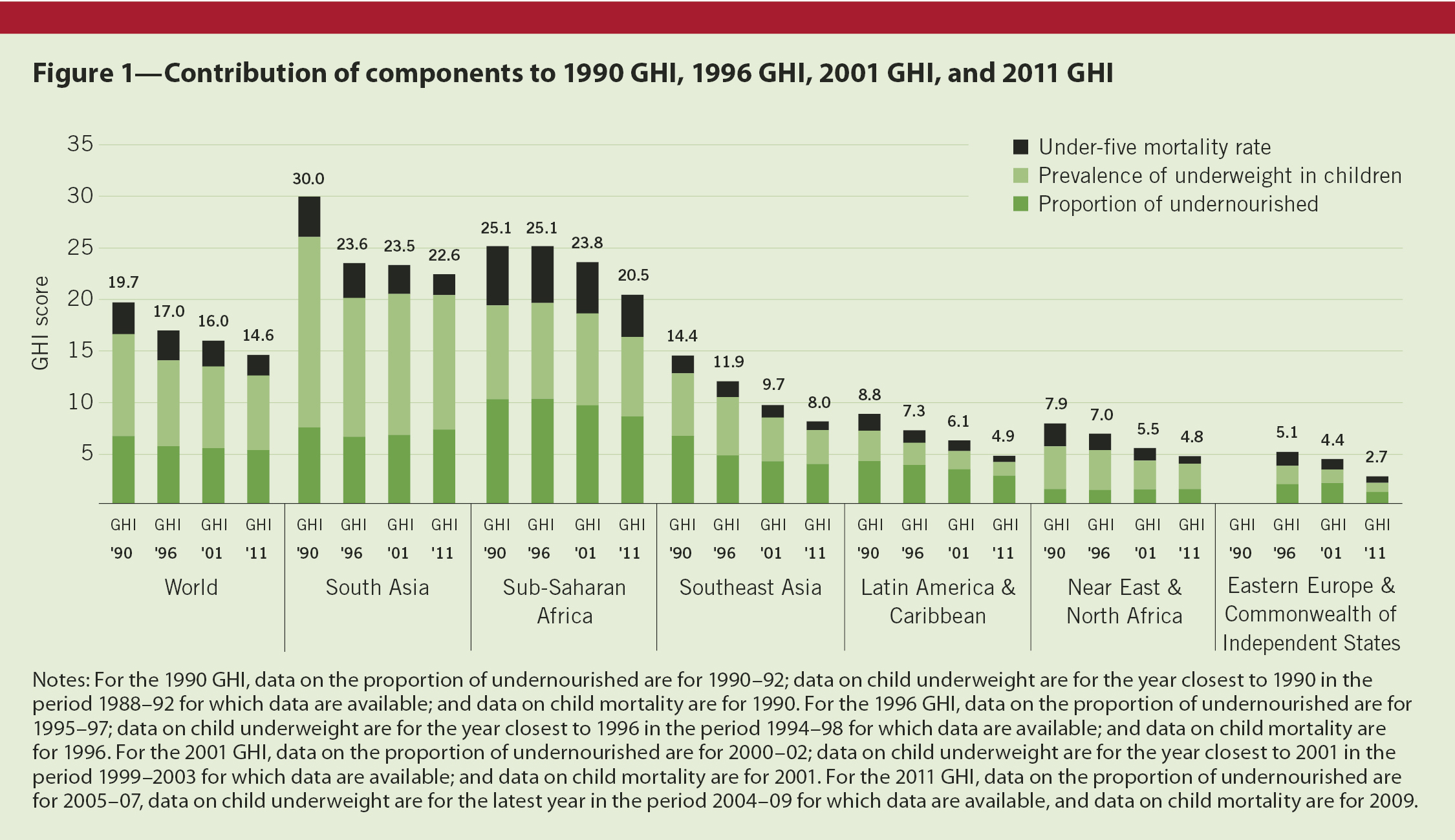
Compararea scorurilor GHI după regiune 1990-2011

- „Indicele global al foametei” (Global Hunger Index - GHI) este un instrument conceput pentru a măsura și urmări foamea la nivel global, regional și național.
- Indicele FAO al prețurilor la alimente (FAO Food Price Index - FFPI [en]) este o măsură a variației lunare a prețurilor internaționale a unui coș de produse alimentare[32].

## Monitorizare

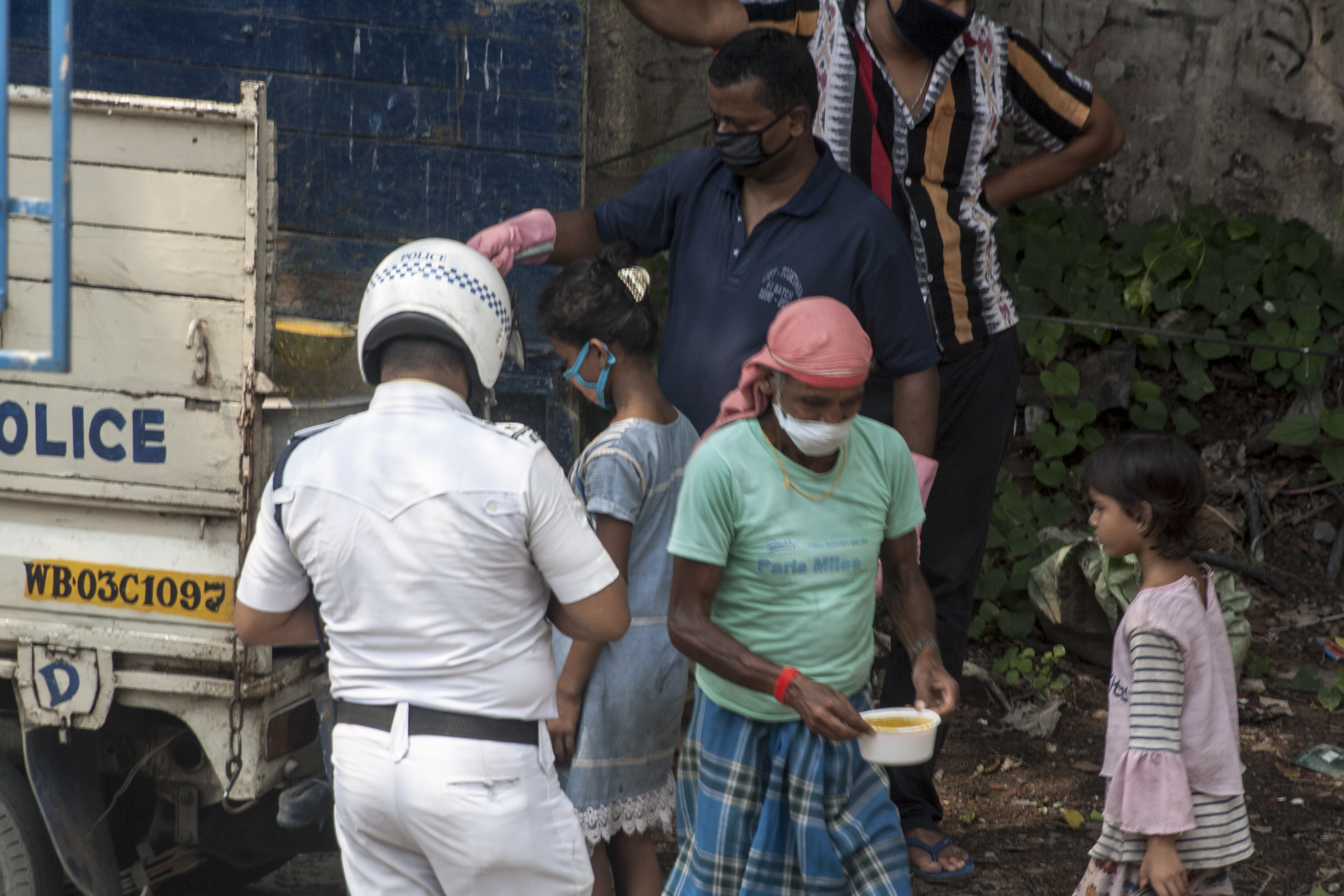
Agent de trafic al Poliției din Kolkata distribuie alimente pentru săraci în timpul crizei Corona din Kolkata, India

În ciuda progreselor, cercetările arată că peste 790 de milioane de oameni din întreaga lume suferă încă de foame. S-au înregistrat progrese majore în lupta împotriva foametei în ultimii 15 ani. În 2017, în cadrul unui eveniment paralel cu „Forumul Politic la Nivel Înalt pentru Dezvoltare Durabilă” sub tema „Accelerarea progresului către realizarea ODD 2: Lecții din implementarea națională”, au fost discutate o serie de recomandări și acțiuni. Părțile interesate precum misiunea franceză a ONU, Action Against Hunger, Salvați Copiii și Global Citizen au condus dezbaterile. Este puțin probabil să se pună capăt malnutriției pe continentul african până în 2030.
În 2017, doar 26 din 202 de țări membre ale ONU erau pe cale să atingă obiectivul de dezvoltare durabilă privind eliminarea subnutriției și malnutriției, în timp ce 20% nu au realizat niciun progres și aproape 70% nu au colectat date sau acestea sunt insuficiente pentru a determina progresul.
Pentru a realiza progrese către ODD 2, lumea trebuie să demonstreze voință politică și implicarea fiecărei țări. De asemenea, trebuie să îmbunătățească activitatea de informare cu privire la nutriție, pentru a se asigura că este bine înțeleasă de liderii politici și pentru a aborda inegalitatea de gen, inegalitatea geografică și sărăcia extremă. De asemenea, sunt necesare acțiuni concrete, inclusiv la nivel sub-național, creșterea finanțării pentru nutriție și asigurarea că acestea vizează primele 1.000 de zile de viață ale copiilor, extinderea acțiunilor care în prezent abordează doar cauzele imediate ale malnutriției, analizarea factorilor care provoacă subnutriția, precum și a sistemului alimentar în ansamblu.
Datele din 2019 despre foamete la nivel global sunt afișate în Harta foametei a World Food Program.

## Provocări

### Probleme conceptuale
Țintele ODD 2 ignoră importanța lanțurilor valorice și a sistemelor alimentare. Printre țintele ODD 2 se numără deficiențele de micronutrienți și macronutrienți, dar nu și consumul excesiv sau consumul de alimente bogate în sare, grăsimi și zaharuri, ignorând problemele de sănătate asociate cu astfel de diete. Se face referire la „agricultura durabilă” fără a clarifica ce presupune exact agricultura durabilă. Un număr substanțial de indicatori utilizați în prezent pentru monitorizarea ODD nu sunt dezvoltați în mod specific pentru ODD, astfel încât informațiile necesare pentru monitorizarea ODD nu sunt neapărat disponibile și nu sunt adecvate pentru a reflecta natura interconectată a ODD. Lipsa unei acțiuni conectate sau coordonate de la producția de alimente până la consum la toate nivelurile împiedică progresul în ODD 2.

### Impactul pandemiei de COVID-19
Realizarea ODD 2 a fost pusă în pericol de o serie de factori, dintre care cei mai gravi au avut loc în 2019, 2020 și 2021 - invazia fără precedent în Africa de Est a lăcustelor din 2019–2021 și pandemia COVID-19 la nivel mondial din 2020. Organizația Națiunilor Unite pentru Alimentație și Agricultură (FAO) a observat că tendințele în insecuritatea alimentară, întreruperea aprovizionării cu alimente și reducerea veniturilor contribuie la „creșterea riscului de malnutriție a copiilor, deoarece insecuritatea alimentară afectează calitatea dietei, inclusiv calitatea dietei copiilor și femeilor, precum și sănătatea oamenilor în moduri diferite".
Până la 142 de milioane de oameni au suferit de subnutriție în 2020  ca urmare a pandemiei COVID-19. Este posibil ca statisticile privind deficitele de creștere în înălțime și în greutate ale copiilor să se înrăutățească odată cu pandemia. În plus, pandemia de COVID-19 „ar putea adăuga între 83 și 132 de milioane de persoane la numărul total de subnutriți din lume până la sfârșitul anului 2020, în funcție de scenariul creșterii economice”.
Pandemia COVID-19 și perioadele de carantină au pus o presiune uriașă asupra producției agricole, au perturbat lanțul global de producție și aprovizionare. Ulterior, acest lucru a ridicat probleme de malnutriție și de aprovizionare inadecvată cu alimente a gospodăriilor, cele mai sărace dintre ele fiind grav afectate. Acest lucru a făcut ca peste 132 de milioane de oameni să sufere de subnutriție în 2020. Conform cercetărilor recente, ar putea exista o creștere cu 14% a prevalenței deficitului moderat sau sever de creștere în greutate în rândul copiilor mai mici de cinci ani din cauza pandemiei de COVID-19.

## Legături cu alte ODD
ODD-urile sunt interconectate. Toate obiectivele pot fi afectate dacă nu se realizează progresul asupra unui singur obiectiv specific.
Schimbările climatice și dezastrele naturale afectează securitatea alimentară. Managementul riscului de dezastre, adaptarea la schimbările climatice și atenuarea sunt esențiale pentru a crește calitatea și cantitatea recoltelor. Țintele 2.4 și 2.5 sunt direct legate de mediu.

## Organizații și programe
Organizațiile, programele și fondurile care au fost înființate pentru a combate foametea și malnutriția includ:
- Fondul Națiunilor Unite pentru Copii (UNICEF)
- Organizația Națiunilor Unite pentru Alimentație și Agricultură (FAO)
- Programul Alimentar Mondial (WFP)
- Fondul Internațional pentru Dezvoltarea Agricolă (IFAD)
- Banca Mondială
- Programul Națiunilor Unite pentru Mediu [en] (UNEP)

ONG-urile internaționale implicate includ:
- Action Against Hunger (sau Action Contre La Faim în franceză)
- Feeding America
- The Hunger Project